# آنتونیو دی پیترو
آنتونیو دی پیترو سیاستمدار، وکیل و قاضی ایتالیایی است. او وزیر دولت رومانو پرودی و نماینده پارلمان اروپا نیز بوده‌است.
در ماجرای اتهام به فساد سیلویو برلوسکونی، دی پیترو که مخالف و دادرس سابق مبارزه با فساد گفت که عدم تبرئه قطعی برلوسکونی از اتهام دوم بدان معنی است که وی از منزلت اخلاقی لازم برای نخست‌وزیری برخوردار نیست.

وی در مورد مذاکره ایتالیا با حماس، با خطاب کردن حماس به عنوان کشوری حامی تروریست گفت:
با تروریست‌ها به هیچ وجه و در هیچ شرایطی نباید به گفتگو نشست.